# Ceriagrion corallinum
Ceriagrion corallinum е вид водно конче от семейство Coenagrionidae. Видът не е застрашен от изчезване.

## Разпространение
Разпространен е в Ангола, Бенин, Ботсвана, Габон, Гана, Гвинея-Бисау, Демократична република Конго, Замбия, Камерун, Кот д'Ивоар, Либерия, Намибия (Ивица Каприви), Нигерия, Сиера Леоне, Уганда и Южен Судан.